# Ctenopharynx pictus
Ctenopharynx pictus är en fiskart som först beskrevs av Trewavas, 1935.  Ctenopharynx pictus ingår i släktet Ctenopharynx och familjen Cichlidae. IUCN kategoriserar arten globalt som livskraftig. Inga underarter finns listade i Catalogue of Life.